# Sapaca
Sapaca ist ein Dorf im Landkreis Honaz der türkischen Provinz Denizli. Sapaca liegt etwa 41 km östlich der Provinzhauptstadt Denizli und 26 km nordöstlich von Honaz. Sapaca hatte laut der letzten Volkszählung 155 Einwohner (Stand Ende Dezember 2010).
Am 26. März 1994 wurde der Ort Ziel des Luftangriffs auf Sapaca durch türkische Kampfflugzeuge.